# Episodi di Agente speciale Sue Thomas (seconda stagione)
La seconda stagione della serie statunitense Agente speciale Sue Thomas è composta da 19 episodi è andata in onda negli Stati Uniti dal 5 ottobre 2003 al 23 maggio 2004 sul canale statunitense PAX TV. Invece in Italia è andata in onda su Canale 5 nel 2006.
| nº | Titolo originale             | Titolo italiano              | Prima TV USA     | Prima TV Italia |
| -- | ---------------------------- | ---------------------------- | ---------------- | --------------- |
| 1  | Girl Who Signed Wolf         | Un testimone di poche parole | 5 ottobre 2003   | 2006            |
| 2  | The Sniper                   | Il cecchino                  | 12 ottobre 2003  | 2006            |
| 3  | Homeland Security            | Sicurezza interna            | 2 novembre 2003  | 2006            |
| 4  | Cold Case                    | Un caso irrisolto            | 9 novembre 2003  | 2006            |
| 5  | The Newlywed Game            | Il gioco degli sposi         | 16 novembre 2003 | 2006            |
| 6  | The Newlywed Game            | L'attentato                  | 23 novembre 2003 | 2006            |
| 7  | Bad Hair Day                 | Una giornataccia             | 11 gennaio 2004  | 2006            |
| 8  | Political Agenda             | Agenda politica              | 18 gennaio 2004  | 2006            |
| 9  | The Gambler                  | Il giocatore d'azzardo       | 8 febbraio 2004  | 2006            |
| 10 | Into Thin Air                | Dissolta nel nulla           | 15 febbraio 2004 | 2006            |
| 11 | To Grandmother's House We Go | La grande truffa             | 22 febbraio 2004 | 2006            |
| 12 | The Lawyer                   | Libertà di parola            | 4 aprile 2004    | 2006            |
| 13 | The Holocaust Survivor       | Sopravvissuta all'olocausto  | 11 aprile 2004   | 2006            |
| 14 | The Mentor                   | L'istruttore                 | 18 aprile 2004   | 2006            |
| 15 | Rocket Man                   | Il trafficante d'armi        | 25 aprile 2004   | 2006            |
| 16 | Elvis Is in the Building     | Gli scorpioni                | 2 maggio 2004    | 2006            |
| 17 | Hit and Run                  | L'economista                 | 9 maggio 2004    | 2006            |
| 18 | Concrete Evidence            | Oltre ogni dubbio            | 16 maggio 2004   | 2006            |
| 19 | The Kiss                     | Il bacio                     | 23 maggio 2004   | 2006            |

## Un testimone di poche parole
- Titolo originale: Girl Who Signed Wolf
- Diretto da: David Warry-Smith
- Scritto da: Joan Considine Johnson, Nickolas Barris

### Trama
Una ragazzina sorda, Amanda, nonostante il padre non le creda, racconta a Sue Thomas di aver assistito ad un rapimento.

## Il cecchino
- Titolo originale: The Sniper
- Diretto da: Holly Dale
- Scritto da: Dave Alan Johnson, Gary R. Johnson e Steven Dean Moore

### Trama
Sue Thomas e la squadra dovranno affrontare un cecchino che ha ucciso alcune persone per caso, costringendo Jack a intraprendere azioni drastiche per catturarlo.

## Sicurezza interna
- Titolo originale: Homeland Security
- Diretto da: Larry A. McLean
- Scritto da: Nickolas Barris, David Alan Johnson, Gary R. Johnson e Joan Considine Johnson

### Trama
Mentre Myles indaga su un caso di falso d'arte, Sue e gli altri indaga su una minaccia di bomba, ma Sue stessa si preoccupa per Charlie.

## Un caso irrisolto
- Titolo originale: Cold Case
- Diretto da: David Warry-Smith
- Scritto da: Gary R. Johnson e Lance Kinsey

### Trama
Sue e Lucy riaprono un vecchio caso di omicidio riguardante un impiegato di banca. Nel frattempo i ragazzi filmano i loro video online per un'asta di scapoli.

## Il gioco degli sposi e L'attentato
- Titolo originale: The Newlywed Game
- Diretto da: Larry A. McLean (prima parte) e J. Miles Dale (seconda parte)
- Scritto da: Dave Alan Johnson (prima parte) e Gary R. Johnson (prima e seconda parte)

### Trama
La squadra nota alcune telefonate sospette tra alcuni terroristi e alcuni cittadini di Washington, ma organizzano delle sorveglianze. Sue e Jack, per non farsi notare, si fingono una coppia sposata e si trasferiscono nella casa accanto ai sospetti.

## Una giornataccia
- Titolo originale: Bad Hair Day
- Diretto da: Bruce Pittman
- Scritto da: Nickolas Barris e Joan Considine Johnson

### Trama
Tara spara a un rapinatore nel negozio di parrucchiere, la sua sicurezza viene messa alla prova dalla famiglia del criminale ucciso. Sue e Lucy si prendono cura del cane senza proprietario trovato nel parco.

## Agenda politica
- Titolo originale: Political Agenda
- Diretto da: Alan Goluboff
- Scritto da: Ken Hanes e Brad Markowitz

### Trama
La squadra indaga sull'omicidio di una giovane donna, ottenendo rapidamente una confessione, ma non è come sembra.

## Il giocatore d'azzardo
- Titolo originale: The Gambler
- Diretto da: Brad Markowitz
- Scritto da: Dave Alan Johnson

### Trama
Bobby, per catturare un ricercato torna alle sue vecchie abitudini con le conseguenze pericolose. Levi scompare dopo essersi comportato in una maniera strana.

## Dissolta nel nulla
- Titolo originale: Into the Air
- Diretto da: David Warry-Smith
- Scritto da: Kim Beyer-Johnson, Ken Hanes e Brad Markowitz

### Trama
Sue indaga sulla scomparsa di uno studente universitario, mentre Myles è interessato all'incarico all'estero, credendo che abbia collegamenti con la CIA.

## La grande truffa
- Titolo originale: To Granmother's House We Go
- Diretto da: Holly Dale
- Scritto da: Kim Beyer-Johnson e Joan Considine Johnson

### Trama
Mentre la nonna di Lucy è in procinto di diventare una senzatetto per via di una frode, la squadra indaga su una rapina in banca.

## Libertà di parola
- Titolo originale: The Lawyer
- Diretto da: Larry A. McLean
- Scritto da: Nickolas Barris e Dave Alan Johnson

### Trama
Jack si trova faccia a faccia con un avvocato per i diritti civili dopo essere stato accusato di negare i propri diritti a un terrorista.

## Sopravvissuta all'olocausto
- Titolo originale: The Holocaust Survivor
- Diretto da: Dave Alan Johnson
- Scritto da: Joan Considine Johnson

### Trama
Sue, tramite un suo conoscente indaga su chi pensa fosse una guardia di un campo di concentramento durante la seconda guerra mondiale. Nel frattempo Myles, Bobby e Dimitrius aiutano Randy per le spese di viaggio.

## L'istruttore
- Titolo originale: The Mentor
- Diretto da: Larry A. McLean
- Scritto da: Nickolas Barris e Dave Alan Johnson

### Trama
Sue e l'istruttore di Bobby indagano con la squadra su un caso che scotta. Nel frattempo, Lucy s'imbatte con un suo vecchio fidanzato ai tempi del liceo.

## Il trafficante di armi
- Titolo originale: Rocket Man
- Diretto da: Holly Dale
- Scritto da: Kim Beyer-Johnson e Brad Markowitz

### Trama
Sue e Dimitrius mettono un agente sotto copertura per fermare una vendita illegale di armi, e Dimitrius si è offerto.

## Gli scorpioni
- Titolo originale: Elvis in the Building
- Diretto da: David Warry-Smith
- Scritto da: Gary R. Johnson, Joan Considine Johnson e James Keenly

### Trama
Sue e la sua squadra si infiltrano in un giro di droga cinese, mettendo Bobby ad andare sotto copertura nel nightclub del capobanda, come un imitatore di Elvis.

## L'economista
- Titolo originale: Hit and Run
- Diretto da: David Warry-Smith
- Scritto da: Kim Beyer-Johnson e Joan Considine Johnson

### Trama
La squadra indaga su una strage, in cui i membri della think tank eccetto uno sono stati uccisi, Sue deve rintracciare l'unico sopravvissuto.

## Oltre ogni dubbio
- Titolo originale: Concrete Evidence
- Diretto da: J. Miles Dale
- Scritto da: Steven Dean Moore

### Trama
La squadra indaga sull'omicidio avvenuto cinque anni prima, collegando ad un gruppo di spacciatori, ma ulteriori indagini li portano ad un altro omicidio.

## Il bacio
- Titolo originale: The Kiss
- Diretto da: Larry A. McLean
- Scritto da: Ken Hanes

### Trama
Sue e Jack indagano sul duplice omicidio di due avvocati, andando sotto copertura nel loro studio legale.